# Wohlbach (Mühlental)
Wohlbach ist eine Ortschaft der Gemeinde Mühlental im sächsischen Vogtlandkreis.

## Geographie
Wohlbach liegt auf 520 – 540 m im Tal des Eisenbaches. Der Ort ist nördlich und südlich von Wald umgeben, woher womöglich frühere Namensformen herrühren. Wohlbach ist ein Waldhufendorf im Naturraum Oberes Vogtland.

## Geschichte
Wohlbach wurde spätestens 1405 als Walpach erstmals erwähnt. Spätere Ortsnamensformen sind Walpach (1418), Wolbach (1420 – 40), das bereits erwähnte Waltpach (1466), Walbach (1506) und Wohlbach (1791). 1583 gehörte der Ort anteilig zu den Rittergütern Erlbach und war anteilig Amtsdorf. 1764 gab es ein Rittergut Wohlhausen.
Der Ort gehörte zunächst zum Amt Plauen, ab 1764 zum Amt Voigtsberg. Beide gehörten zum Vogtländischen Kreis. Spätere gehörte die Gemeinde zum Gerichtsamt Schöneck, der Amtshauptmannschaft Oelsnitz, dem (Land-)Kreis Oelsnitz und schließlich zum heutigen Vogtlandkreis. Wohlbach und Hermsgrün bildeten ab 1974 die Gemeinde Hermsgrün-Wohlbach, die sich 1994 mit Marieney und Tirschendorf zu Mühlental zusammengeschlossen hat.
In Wohlbach finden sich Häuslerbauden, allerdings hauptsächliche Dreiseitenhöfe.

### Denkmal
Eine Grabstätte mit Gedenktafel auf dem Friedhof des Ortsteils Wohlbach erinnert an sieben jüdische KZ-Häftlinge, die für die Zahnradfabrik G.E.Reinhardt in Sonneberg in einem Außenlager des KZ Buchenwald in der Rüstungsproduktion Zwangsarbeit verrichten mussten und bei einem Todesmarsch, der im April 1945 von dort durch das Vogtland in Richtung Böhmen führte, von SS-Männern ermordet wurden. Die Inschrift auf einem Stein lautet:
Die Toten mahnen! Hier ruhen sieben jüdische Häftlinge aus dem Konzentrationslager Buchenwald ARB-Kom. Sonneberg/Th, die am 17. April 1945 von SS-Bestien in den Wäldern der Gemeinde Wohlbach erschossen wurden.

### Einwohnerzahlen
| Jahr          | 1583                         | 1764                         | 1834 | 1871 | 1890 | 1910 | 1925 | 1939 | 1946 | 1950 | 1964 |
| ------------- | ---------------------------- | ---------------------------- | ---- | ---- | ---- | ---- | ---- | ---- | ---- | ---- | ---- |
| Einwohnerzahl | 21 besessene Mann, 1 Häusler | 25 besessene Mann, 5 Häusler | 237  | 259  | 249  | 229  | 216  | 180  | 204  | 190  | 168  |

## Belege
1. 1 2 3  Wohlbach – Gemeinde Mühlental. Abgerufen am 17. Dezember 2023.
2. ↑  Wohlbach – HOV | ISGV. Abgerufen am 17. Dezember 2023.
3. ↑  Wohlbach (Friedhof), Gemeinde Mühlental, Vogtlandkreis, Sachsen. Abgerufen am 17. Dezember 2023.